# سيباستيان جولي
سيباستيان جولي (بالفرنسية: Sébastien Joly)‏ مواليد 25 يونيو 1979 في فرنسا، هو دراج فرنسي سابق في صنف سباق الدراجات على الطريق. فاز بليموزان في 2005.

## سباقات أو مراحل فاز بها
| التاريخ        | السباق                             | المركز                                              |
| -------------- | ---------------------------------- | --------------------------------------------------- |
| 30 مايو 1999   | Paris–Roubaix Espoirs 1999         | الفائز في التصنيف العام                             |
| 03 يونيو 2001  | ترو-برو ليون 2001                  | السادس في التصنيف العام                             |
| 16 مارس 2003   | 2003 باريس-نايس                    | السادس في تصنيف أفضل شاب                            |
| 04 أبريل 2003  | روت أديلي 2003                     | الفائز في التصنيف العام                             |
| 01 فبراير 2005 | سباق جائزة لا مارسيليس الكبرى 2005 | الرابع في التصنيف العام                             |
| 19 أغسطس 2005  | طواف ليموزين 2005                  | الفائز في التصنيف العام                             |
| 18 مارس 2007   | باريس-نيس 2007                     | المرتبة 12 في التصنيف العام، التاسع في تصنيف النقاط |
| 17 أبريل 2007  | باريس-كاممبير 2007                 | الفائز في التصنيف العام                             |
| 12 أبريل 2011  | باريس-كاممبير 2011                 | السادس في التصنيف العام                             |

## روابط خارجية
- سيباستيان جولي على موقع الاتحاد الدولي للدراجات (الإنجليزية)
- سيباستيان جولي على موقع أرشيف الدراجات (الإنجليزية)
- سيباستيان جولي على موقع إحصائيات الدراجات الإحترافية (الإنجليزية)
- سيباستيان جولي على موقع نسبة الدراجات (الإنجليزية)